# Associazione Calcio Pro Gorizia 1951-1952
Questa voce raccoglie le informazioni riguardanti l'Associazione Calcio Pro Gorizia nelle competizioni ufficiali della stagione 1951-1952.

## Rosa
| N. |                   | Ruolo | Calciatore   |
| -- | ----------------- | ----- | ------------ |
|    | Italia (bandiera) | A     | G. Brumat    |
|    | Italia (bandiera) | D     | V. Cumin     |
|    | Italia (bandiera) | D     | E. Cuzzot    |
|    | Italia (bandiera) | A     | M. Donda     |
|    | Italia (bandiera) | A     | Luigi Genero |
|    | Italia (bandiera) | A     | Guido Macor  |
|    | Italia (bandiera) | C     | P. Medreot   |
|    | Italia (bandiera) | A     | D. Meroi     |

| N. |                   | Ruolo | Calciatore       |
| -- | ----------------- | ----- | ---------------- |
|    | Italia (bandiera) | C     | A. Orzan         |
|    | Italia (bandiera) | A     | C. Pilat         |
|    | Italia (bandiera) | D     | R. Sabadini      |
|    | Italia (bandiera) | P     | P. Tomasella     |
|    | Italia (bandiera) | A     | Lionello Tulissi |
|    | Italia (bandiera) | C     | G. Venturini     |
|    | Italia (bandiera) | C     | E. Venuti        |